# Anna Ruchat
Anna Ruchat (née en 1959 à Zurich) est une écrivaine et traductrice suisse (de Thomas Bernhard, Paul Celan, Nelly Sachs, entre autres). Elle a obtenu le Prix suisse de littérature en 2019 . Elle a fait ses débuts en 2004 avec le recueil de nouvelles In questa vita, pour lequel elle a reçu le prix du public Premio Chiara (it) en Italie et le prix Schiller en Suisse.

## Biographie
Anna Ruchat est née à Zurich en 1959. Elle est la fille du pilote militaire André Ruchat et de l'architecte Flora Flora Ruchat-Roncati. Elle grandit au Tessin et à Rome et étudie la philosophie et la littérature allemande à Pavie et à Zurich. Avant son premier anniversaire, en 1960, son père meurt à Meiringen dans l'écrasement de son avion de chasse. 
À 16 ans, Anna Ruchat s'installe à Rome avec sa mère, dont elle est proche. L'écrivaine abordera la perte de son père, 50 ans plus tard, sous une forme poétique et documentaire, dans le recueil de nouvelles Volo in ombra (Anglais : Shadow Flight),. Le père absent est un leitmotiv dans d'autres récits. 
Elle fait ses débuts d'écrivain en 2004, avec le recueil de récits In questa vita (Les deux portes du monde). Elle a travaillé comme traductrice (de Thomas Bernhard, Paul Celan, Nelly Sachs, Friedrich Dürrenmatt, Victor Klemperer, Mariella Mehr, Kathrin Schmidt et Norbert Gstrein, entre autres). 
Elle vit aujourd'hui à Pavie, et, en plus de son travail d'écrivain, enseigne à l'École européenne de traduction de Milan.

## Critique
Anna Ruchat a reçu le prix suisse de littérature pour son livre Gli anni di Nettuno sulla terra (Les années de Neptune sur Terre). Le jury a décrit ses nouvelles comme des exemples remarquables de micro ou de biofiction, dans la littérature européenne actuelle. Anna Ruchat est louée pour sa langue condensée, qui rappelle la poésie de Paul Celan, et sa « précision raffinée ».

## Distinctions
- Premio Chiara (it) 2005 (In questa vita. Casagrande, Bellinzona 2004)
- Schillerpreis 2005[13] (In questa vita. Casagrande, Bellinzona 2004)
- Schweizer Literaturpreis 2019 (Gli anni di Nettuno sulla terra. Ibis, Como 2018)

## Œuvres
- In questa vita. Casagrande, Bellinzona 2004, 90 pages.
- Die beiden Türen der Welt. Vier Erzählungen, traduit par Franziska Kristen, Rotpunkt Verlag, Zürich 2006, 107 pages.
- Volo in ombra. Quarup Editrice, Pescara 2010, 69 pages.
- Schattenflug. traduit par Maja Pflug und Jacqueline Aerne, Limmat Verlag, Zürich 2012, 93 pages.
- Il malinteso. Ibis, Como 2012, 55 pages.
- Binomio fantastico. Di Felice, Martinsicuro 2014, 57 pages.
- Gli anni di Nettuno sulla terra. Ibis, Como 2018, 127 pages.
- Neptunjahre. Erzählungen, traduit par Barbara Sauser, Limmat Verlag, Zürich 2020, 140 pages.